# Giẻ cùi xanh
Giẻ cùi xanh (danh pháp hai phần: Cissa chinensis) là một loài chim thuộc họ Quạ. Nó có màu xanh lá cây sống động màu (thường có màu ngọc lam trong điều kiện nuôi nhốt), màu nhẹ ở mặt dưới và có một sọc đen dày từ mỏ (thông qua mắt) đến gáy. So với các thành viên khác của chi của nó, cái đuôi có đầu màu trắng là khá dài. Điều này tất cả tương phản màu đỏ sinh động của vành mắt, mỏ và chân. Cánh có màu nâu sẫm hơi đỏ.
Nó được tìm thấy từ dưới Hymalaya ở vùng đông bắc Ấn Độ trong một dải rộng lớn đông nam vào trung bộ Thái Lan, Lào, Campuchia, Việt Nam, Malaysia, Sumatra và tây bắc Borneo trong xanh rừng (bao gồm cả rừng tre), vùng đất khai quang và cây bụi.
Con chim này tìm kiếm thức ăn cả trên mặt đất và trên cây, và có một tỷ lệ rất cao con mồi gồm động vật không xương sống, bò sát nhỏ, động vật có vú, chim non và trứng. Nó cũng ăn thịt của con vật mới bị giết chết.
Tổ được xây trên cây, cây bụi lớn và thường xuyên trong các đám rối của dây leo khác nhau trên núi. Mỗi tổ thường có 4-6 trứng. Tiếng hót khá đa dạng nhưng thường là pip-pip chói tai.

## Tham khảo

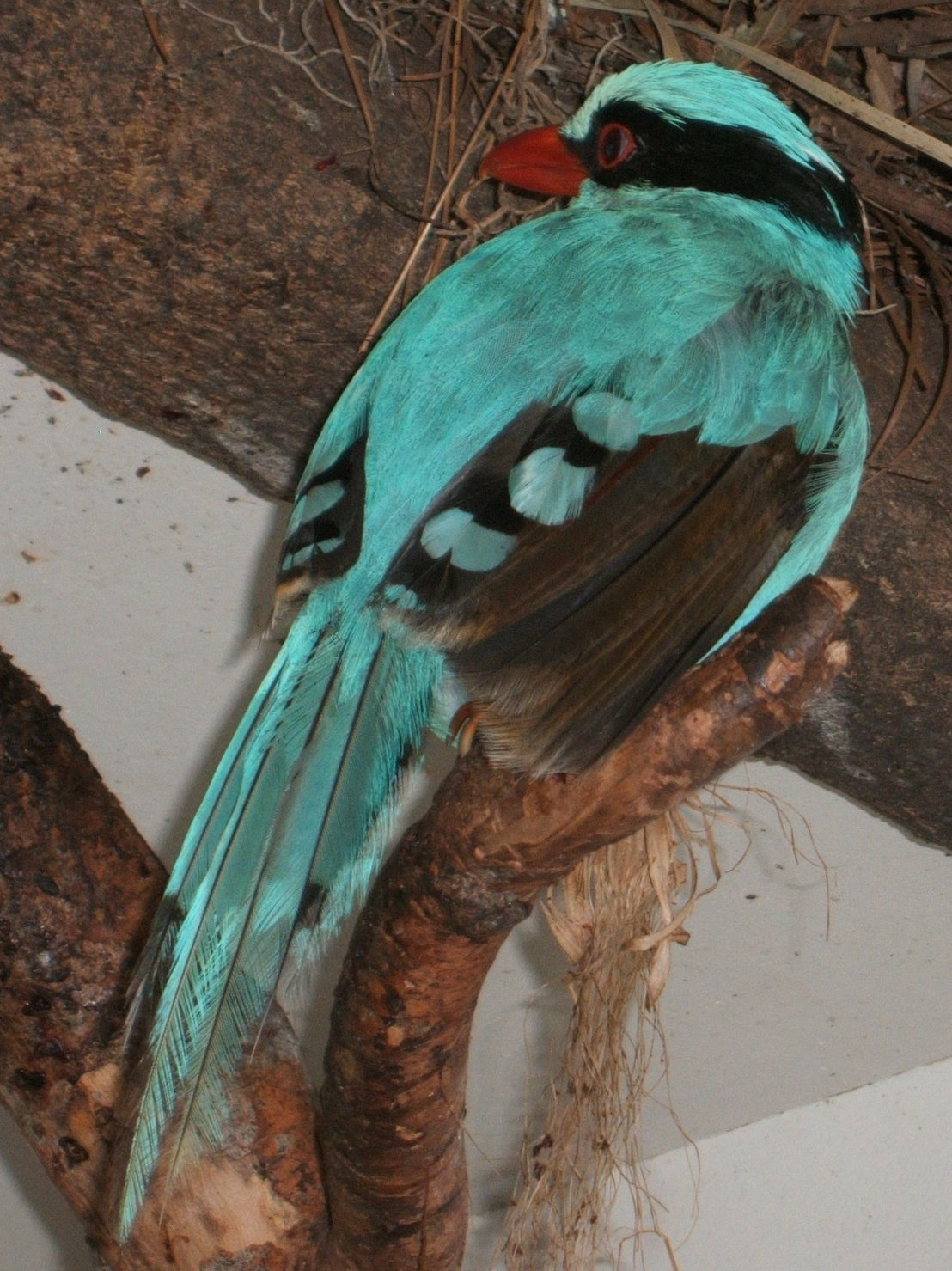
Back view of green magpie at the National Zoo in Washington, D.C.